# Horodîșce, Șepetivka
Horodîșce (în ucraineană Городище) este localitatea de reședință a comunei Horodîșce din raionul Șepetivka, regiunea Hmelnîțkîi, Ucraina.

## Demografie
Componența lingvistică a localității Horodîșce
     Ucraineană (97,55%)
     Rusă (1,96%)
     Alte limbi (0,3%)
Conform recensământului din 2001, majoritatea populației localității Horodîșce era vorbitoare de ucraineană (97,55%), existând în minoritate și vorbitori de rusă (1,96%).